# 巴加尔大帝
克伊尼奇·哈纳布·巴加尔（K'inich Janaab Pakal [kʼihniʧ χanaːɓ pakal]；603年3月24日—683年8月29日），亦称为巴加爾大帝、巴加爾二世，玛雅文明古典时期城邦帕伦克国王。公元615年7月26日他十二岁那年继承王位，在位長達68年，是歷史上在位時間最長的美洲君王、全世界有确切日期的在位時間第五長的主权国家君王。許多現存的帕倫克建築與碑文都是在巴加爾的統治期間被建立。

## 名稱
巴加爾的全名「Kʼinich Janaab Pakal」意味著「光芒四射的玉米花（？）盾」，在古典馬雅語中又寫作KʼINICH-JANA꞉B-PAKAL-la、KʼINICH-JANA꞉B-pa-ka-la或KʼINICH-ja-na-bi-pa-ka-la。在這個意思被現代史學家正確破譯之前，巴加爾曾被現代人賦予許多不同的代號，例如「太陽盾」或「8 Ahau」。
馬雅人沒有在統治者的頭銜後方添加數字序號的習慣，因此「巴加爾二世」（Pakal II）這種稱呼只不過是現代學者為了方便與後世的幾個同名國王區隔開來而附加上去的。他有時被稱呼為「巴加爾二世」，有時也被稱呼為「巴加爾一世」（Pakal I），這是從兩個不同角度為他賦予的序列。當稱呼他為巴加爾二世時，所謂的「一世」指的是他的同名外祖父哈納布·巴加爾。但這位外祖父是否曾任國王這件事本身存在爭議性。因此若以統治者的頭銜角度為巴加爾賦予序列，他是帕倫克第一個可經證實的名喚巴加爾的國王，故亦稱呼其為「巴加爾一世」。

## 历史
帕伦克是玛雅西部地区最大的城邦，巴加尔所处的王朝开始于公元431年，在巴加尔继位以前，帕伦克两次被玛雅中部强国卡拉克穆尔打败，国势衰微。他在位68年之长，帕伦克城邦重新走向强大，并成为玛雅西部地区的“霸主”。因此现代有些史学家赞扬他的文功武略，称之为“巴加尔大帝”。另一方面，巴加尔的时代，帕伦克在建筑艺术等方面均达到了登峰造极的水平。
按照玛雅的传统，王位传承是按照父系进行的，而巴加爾大帝却是按母系继承的王位（巴加爾大帝的母亲是先王的公主），所以，虽然巴加爾大帝文功武略，并使得帕伦克走向鼎盛，但他仍然必须神化自己。他把自己的母亲扎克·庫克称作玛雅神话中女神，而自己的生日又恰巧与女神同一天，以宣示自己继承王位的合法性。同时在帕伦克各地竖立起大量的纪念碑，把自己的王朝血统追溯至公元431年帕伦克王朝的开创者。
巴加爾大帝死后，他的儿子坎巴拉姆二世继位，继续把巴加爾大帝神化。除修造完巴加爾大帝的陵墓外，另建造了数座神庙，上面铭刻有大量装饰和文字，包括巴加爾大帝的和他自己的形象。

## 巴加爾大帝陵墓

巴加爾大帝陵墓的石棺上的神話圖案。類似現代宇宙飛船圖案，不過一般嚴肅的歷史學家認為是巴加爾大帝在地府旅行

1949年，墨西哥考古学家亚尔伯托·鲁兹在考察帕伦克的一座神庙时注意神庙内殿的地板上有特殊与众不同的石板，打开石板后发现了一处阶梯地道，于是他开始挖掘，经过三年的努力，他的考察队发现了藏于神庙之下的国王陵墓。并且发现了许多珍贵的陪葬品，以及国王的石棺，石棺中国王的遗骸。经过许多专家的努力，60年代，确认了此遗骸正是帕伦克历史上大名鼎鼎的国王巴加爾大帝。巴加爾大帝陵墓的发现是成为二十世纪考古学界最重大的事件之一。
许多年来一直认为玛雅的金字塔是用作神庙，与埃及用作陵墓的金字塔不同，巴加爾大帝陵墓的发现，使这种观点发生了变化。
另外一件引起世人注意的事件，是巴加爾大帝石棺的顶盖上有类似于现代宇宙飞船的图案，这个图案曾经引起过很大的讨论，至今其意义仍然不是很清楚，不过一般严肃的历史学家仍然认为那只是个普通的神话图案，图案中巴加爾大帝正在跌入地府，而他背后则是升起的圣树。